# Ricarda Musser
Ricarda Musser (* 12. Juli 1969 in Borna) ist Historikerin, Lusitanistin, Bibliothekswissenschaftlerin und Leiterin des Medienreferates im Ibero-Amerikanischen Institut in Berlin sowie Sachbuchautorin.

## Akademische Laufbahn
Nach dem Studium der Bibliothekswissenschaft, Lusitanistik und Psychologie promovierte sie 2000 über das Bibliothekswesen in Portugal.
Ihre Forschungsschwerpunkte sind die Literatura de Cordel, die Reiseliteratur des 18. und 19. Jahrhunderts und die Auswanderung von Deutschen nach Lateinamerika und außerdem die interkulturellen Folgen des Aufenthaltes von brasilianischen Studenten am Leipziger Konservatorium im Zeitraum von 1847 bis 1914.
Seit 1998 lehrt sie regelmäßig am Institut für Geschichtswissenschaften, am Institut für Romanistik und im interdisziplinären Studiengang Gender studies an der Humboldt-Universität zu Berlin.

## Publikationen
- Reise nach Lusofonia. Beschreibungen von Reisen in die lusophone Welt im 19. Jahrhundert. (gemeinsam mit Christoph Müller), in: Entdeckungen und Utopien. Die Vielfalt der portugiesischsprachigen Länder. Akten des 9. Deutschen Lusitanistentags. Wiener iberoromanistische Studien 5., Lang, Frankfurt am Main, 2013, 243 S., ISBN 978-3-631-63653-4
- Beitrag in: Lusophone Konfigurationen. Festschrift für Helmut Siepmann zum 75. Geburtstag., hg. v. Christoph Müller, Alexandre Martins, Lara Brück-Pamplona, Anne Begenat-Neuschäfer und Claudius Armbruster, Frankfurt a. M.: TFM – Teo Ferrer de Mesquita 2012, (Biblioteca Luso-Brasileira 27), 2012, 432 S. ISBN 978-3-939455-08-0
- Mehr als Macao: China in den portugiesischen Kulturzeitschriften Brasil – Portugal und O Occidente (1899–1901) in Perspektiven der Modernisierung, Walter de Gruyter, 2010[1]
- El viaje y la percepción del Otro : viajeros a la Península Ibérica y sus descripciones (siglos XVIII y XIX), Bibliotheca Ibero-Americana, Berlin 2010[2]
- „Über die Schriftsteller hier muss ich sagen …“ Die spanische und portugiesische Literatur in Reisebeschreibungen aus der zweiten Hälfte des 18. Jahrhunderts. In: Der Klassizismus auf der Iberischen Halbinsel, Berlin 2008, S. 80–90.
- Ausstellung Geranien am Paraná : Auswanderung nach Brasilien im 19. Jahrhundert ; [die Ausstellung „Geranien am Paraná“ entstand aus einem Seminar des Fachbereichs Geschichte/Gender Studies der Humboldt-Universität zu Berlin im Wintersemester 2003/2004] / [Idee und Koordination: Ricarda Musser; Hannah Lund. Ausstellungsautoren: Sabine Gerlach …], Berlin : Humboldt-Univ. 2003–2004.
- Dona Carolina Michaelis e os estudos de Filologia Portuguesa., Mühlschlegel (Hrsg.), Mitarbeiter: Gabriele Beck-Busse, Clarinda de Azevedo Maia und Ricarda Musser von TFM; 2004, 120 S., ISBN 3-925203-93-1
- Attendendo aos excepcionaes merecimentos... : o caminho das mulheres em Portugal à universidade. In: Dona Carolina Michaëlis e os estudos de filologia portuguesa. Ulrike Mühlschlegel Hg., Frankfurt am Main, 2004, S. 45–57.
- Ein Besuch in Chile1: Bibliotheken in Santiago und Valparaíso[3]
- De cómo la Donazela Teodora atravesó el mar, se casó con un „cangaceiro“ y finalmente descubrió la cibernética en São Paulo : la literatura del cordel brasileña como medio de masas, mit Ulrike Mühlschlegel. In: Iberoamericana : América Latina, España, Portugal ; ensayos sobre letras, historia y sociedad, Madrid, Frankfurt am Main, Año 2, Nr. 6 (2002), S. 143–160.
- Das Bibliothekswesen in Portugal: historische Entwicklungslinien und aktuelle Tendenzen. Berlin, 2001; zugl. Diss. 2000 und Berliner Arbeiten zur Bibliothekswissenschaft 4., 2001, 300 S., ISBN 978-3-89722-769-9
- Zum Projekt: Erarbeitung von Systemstellen für die Frauen- und Geschlechterforschung innerhalb der Regensburger Verbundklassifikation und Neusystematisierung der Bestände der Universitätsbibliothek der Humboldt-Universität. In: Bulletin (Zentrum für interdisziplinäre Frauenforschung an der HU Berlin). Berlin 10(1998)18, S. 111–120 als Fußnote 19 auf Seite 20 in: Der Genderfaktor: Macht oder neuer Dialog?[4]
- Gibbösch, Petra; Lund, Hannah; Musser, Ricarda: „Die Frau im Lebensraum des Mannes…“. Eine Datenbank entsteht. In: Bulletin des Zentrums für interdisziplinäre Frauenforschung, 1997, Nr. 15, S. 151–154.

## Publikationen zu Ausstellungen
- 2008: Anlässlich der Ausstellung unter anderem im Foyer der Akademie der bildenden Künste in Berlin verfasste sie zum Ausstellungsthema Literatura Cordel[5] den Artikel Die brasilianische Literatura de Cordel.[6]

## Wissenschaftliche Tagungen
- 2005: Bibliothekartag in Düsseldorf[7]
- 2007: Internationales Kolloquium „Reisen und die Wahrnehmung des Anderen. Reisende auf der Iberischen Halbinsel und ihre Reisebeschreibungen im 18. und 19. Jahrhundert“ auf Einladung der DFG, Veranstalter: Dr. Barbara Göbel / Dr. Ricarda Musser, Stiftung Preußischer Kulturbesitz, Ibero-Amerikanisches Institut vom 6. Dezember 2007 bis 7. Dezember 2007 in Berlin[8]
- 2010: Ratschläge für Auswanderer nach Brasilien: Vom Umgang mit dem „Schwarzen“ vom 3. Februar 2010 auf Einladung der DASP[9]
- 2010: Brasilianische Studierende am Leipziger Konservatorium 1847–1914 auf Einladung der DASP am 4. Dezember 2010[10]